# Хэллоуинтаун 2: Месть Калабара
«Хэллоуинтаун 2: Месть Калабара» (англ. Halloweentown II: Kalabar's Revenge) — американский телефильм 2001 года для детской и подростковой аудитории. Оригинальный фильм «Disney Channel». Вторая лента тетралогии о Хэллоуинтауне: предыдущий фильм — «Хэллоуинтаун» (Halloweentown, 1998), последующий — «Хэллоуинтаун 3» (англ. Halloweentown High, 2004).

## Сюжет
В мире смертных наступает Хэллоуин. Семья ведьм — Агги, Гвен, Марни и Софи — устраивает у себя дома по этому поводу вечеринку. В гости заходит обворожительный юноша, Кэл, который, по его словам, только сегодня переехал на их улицу. Он немедленно очаровывает Марни, та показывает ему дом, в том числе и секретную бабушкину комнату. Из неё Кэл тайком выкрадывает Книгу заклинаний Агги, а саму Марни приглашает на сегодняшнюю полуночную встречу праздника на школьную вечеринку, и девушка соглашается. Тем временем отец Кэла, Алекс, также обольщает Гвен и также приглашает её на ту же вечеринку; соглашается и мама.
Агги решает навестить свой родной Хэллоуинтаун и берёт с собой Марни. Но в Хэллоуинтауне всё неузнаваемо: жители его стали серыми и скучными, то же со зданиями и природой. Агги хочет всё расколдовать, но ей нужна её Книга заклинаний, пропажа которой тут и обнаруживается. К тому же бабушка с внучкой не могут вернуться через портал в мир смертных: появляется Кэл, который и объясняет им что произошло. Он — сын уничтоженного ведьмами в прошлой серии злого колдуна Калабара, который явился им отмстить, заколдовал Хэллоуинтаун и украл Книгу заклинаний. В полночь, через четыре часа, он превратит всех на школьной дискотеке в тех, в кого они наряжены: в чудовищ, жаб, циклопов…
Агги, Марни и их старый друг Люк, встреченный ими, отправляются домой к бабушке, где у неё должен храниться второй экземпляр Книги, но он потерян. Тогда все они едут к Горту, хранителю утерянных вещей, но и он заколдован, он распродал почти всё что у него было, в том числе и Книгу. Тем временем Агги резко теряет свою силу, тоже поддаваясь «серому заклинанию», двери до́ма запираются изнутри. Марни находит способ переместиться в прошлое с Люком, но бабушку приходится оставить. Однако и много лет назад выясняется, что книга уже давно куплена Кэлом. Дьявольски продуманный план налицо.
Тем временем Дилан и Софи догадываются, что Алекс — «лягушачий голем» и отправляются на дискотеку спасать маму. Вскоре та убеждается, что это правда.
Между тем Марни случайно обнаруживает заклинание против «серого заклятия», но теряет заклинание для путешествия во времени. К счастью, у Горта находится «тоннель времени». С его помощью они возвращаются за оставленной бабушкой Агги, расколдовывают её, почти открывают портал, но слишком поздно: полночь наступила, все посетители дискотеки, включая маму Гвен, превращены в чудовищ. Объединив усилия, Агги, Марни, Дилан, Софи и Люк всё-таки открывают портал и попадают в свой мир, мир смертных. Марни вступает в магическое противоборство с Кэлом и побеждает. И в этом мире, и в Хэллоуинтауне все расколдованы, веселье продолжается…

## В ролях
- Даниэль Каунц — Кэл
- Дебби Рейнольдс — Агги Кромуэлл, бабушка
- Джудит Хоаг — Гвен, дочь Агги, мать Марни, Дилана и Софи
- Кимберли Браун — Марни
- Джоей Циммерман — Дилан
- Эмили Роэске — Софи
- Филлип Ван Дайк — Люк, гоблин
- Блу Манкума — Горт, хранитель утерянных вещей
- Ричард Сайд — Бенни, таксист-скелет

## Факты
- Рабочими названиями фильма были «Хэллоуинтаун 2» (Halloweentown II) и «Возвращение в Хэллоуинтаун» (Return To Halloweentown). Последнее название в итоге получил четвёртый фильм серии: англ. Return to Halloweentown (2006).
- Имя главного антагониста ленты, Калабара, во вступительных и финальных титрах написано по-разному: Kalabar и Calabar.
- Разглядывая «тоннель времени», Марни упоминает исследования Стивена Хокинга.